# Санжар Турсунов (боксер)
Санжар Шокиржон Угли Турсунов (узб. Санжар Шокиржон ўғли Турсунов; 18 серпня 1998, Денау, Сурхандар'їнська область) — узбецький професійний боксер, призер чемпіонатів світу та Азії серед аматорів.

## Аматорська кар'єра
Санжар Турсунов брав участь у чемпіонаті світу серед молоді 2016.
На чемпіонаті Азії 2017 Санжар Турсунов програв у чвертьфіналі Василю Левіту 
(Казахстан). На чемпіонаті світу 2017, здобувши три перемоги і програвши у півфіналі Євгену Тищенко (Росія), завоював бронзову медаль.
На чемпіонаті Азії 2019 завоював срібну медаль. На чемпіонаті світу 2019 програв у другому бою.
На чемпіонаті Азії 2021 завоював бронзову медаль. На Олімпійських іграх 2020, які пройшли в Токіо у липні—серпні 2021 року, програв у першому бою  Абдельхафід Бенхабла (Алжир).

## Професіональна кар'єра
До початку олімпійських змагань Санжар Турсунов протягом 2018—2021 років провів три боя на професійному рингу.